# Maebashi
Maebashi (前橋市?, Maebashi-shi) è una città del Giappone nella prefettura di Gunma(群馬県). Con circa 335 000 abitanti, è il capoluogo della prefettura di Gunma e la seconda città più popolosa della regione dopo Takasaki.
Maebashi è nota anche come la città dell'acqua, del verde e della poesia per la purezza delle sue acque, le sue bellezze naturali e per aver dato i natali ad alcuni noti poeti contemporanei, tra i quali anche Sakutarō Hagiwara.

## Geografia fisica

### Territorio
Maebashi si trova ai piedi del monte Akagi, nell'angolo nord orientale della pianura di Kantō. La città è circondata anche dal monte Haruna e dal monte Myōgi.
La parte occidentale della città è attraversata dal fiume Tone, il secondo fiume più lungo del Giappone, e dal fiume Hirose.
Trovandosi a 120 km dal mare, Maebashi è il capoluogo di prefettura più lontano da esso in Giappone.

### Clima
Maebashi ha un clima subtropicale umido (cfr. classificazione dei climi di Köppen).
Gli inverni sono freddi, ma caratterizzati da scarse precipitazioni. Le estati sono invece molto calde e umide, con temperature tra i 35 °C e i 40 °C.

## Origine del nome
In passato, l'area su cui ora sorge la città di Maebashi veniva chiamata Umayabashi (厩橋), perché vi sorgeva un ponte (hashi 橋) che attraversava il fiume Tone e nei pressi del ponte si trovava una piccola struttura di ristoro dotata anche di una stalla (umaya 馬家), dove coloro che si ritrovavano a viaggiare sull'antica via Tozan (la via che durante il Periodo Nara collegava le regioni orientali con la capitale) facevano riposare i propri cavalli. Il nome dell'abitato si modificò poi in seguito diventando Mayabashi (厩橋) e tale rimase finché non venne cambiato ufficialmente in Maebashi (前橋) nel 1649.

## Simboli della città
Il simbolo ufficiale della città è il wanuki (輪貫), un cerchio nero su sfondo bianco che era originariamente l'emblema della famiglia Matsudaira. Altri simboli della città sono gli alberi di zelkova e di ginkgo biloba, la rosa e l'azalea, che decorano le vie e i parchi della città.
A partire dal 20 agosto 2014 la mascotte della città è diventata il maialino Coroton.

## Storia
L'area di Maebashi risultava essere abitata già durante l'Età della Pietra, come provato dalle tracce di antichi insediamenti ritrovate nel distretto di Nishiomuro-machi. L'insediamento continuò poi a crescere diventando, durante il Periodo Nara, un centro politico e amministrativo importante, il quale fungeva da crocevia per coloro che si spostavano da e verso la capitale lungo la via Tozan.
Durante il Periodo Heian e il Periodo Sengoku la zona fu coinvolta nelle guerre feudali e venne distrutta, per poi riprendersi solo in seguito alla costruzione del castello di Umayabashi (1475), che divenne la base del dominio locale.
Dopo la battaglia di Sekigahara (1601), Tokugawa Ieyasu affidò il castello e il dominio della zona alla famiglia Sakai, che restò al potere per 48 anni. In seguito il centro abitato passò alla famiglia Matsudaira e durante gli ultimi anni del Periodo Edo e i primi anni dell'Era Meiji prosperò come città, grazie alla produzione e al commercio della seta. Data la sua crescente importanza economica, alcuni mercanti che si erano arricchiti con il commercio della seta, tra i quali anche Shimomura Zentaro (che poi divenne il primo sindaco di Maebashi), contribuirono con larghe offerte alla costruzione di nuovi uffici governativi e di scuole e ciò convinse il Governo Meiji a spostare, nel 1881, la sede amministrativa della Prefettura da Takasaki a Maebashi. La città continuò a prosperare economicamente e culturalmente fino allo scoppio della Seconda Guerra Mondiale, quando tutte le industrie vennero convertite alla produzione di armi ed equipaggiamenti militari ponendo un freno alla ricca industria tessile. Inoltre, durante un bombardamento aereo avvenuto nel 1945 buona parte della città di Maebashi venne distrutto.
Dopo la guerra, la città tentò di rimettere in sesto le proprie industrie, concentrandosi soprattutto sui settori automobilistici ed elettrodomestici e modificando i propri impianti industriali. Da allora la città basa la sua economia sui settori agricolo ed industriale.
A partire dalla sua costituzione nel 1892, Maebashi si è andata espandendosi sempre più, soprattutto grazie alla fusione con altri villaggi e municipalità vicine. 
Nel marzo 1999 la città ospitò i Campionati del mondo di atletica leggera indoor presso l'arena Green Dome Maebashi.
Il 5 dicembre 2004 anche la cittadina di Ōgo, i villaggi di Kasukawa e Miyagi, tutti del distretto di Seta, vennero incorporati nella città di Maebashi.
Prima che la città di Takasaki si fondesse con altre municipalità, Maebashi era la città più grande della prefettura.